# Mecodopsis
Mecodopsis là một chi bướm đêm thuộc họ Erebidae.